# Lycoperdon pyriforme
Lycoperdon pyriforme (Jacob Christian Schäffer, 1774) din încrengătura Basidiomycota în familia Agaricaceae și de genul Lycoperdon, este o specie de ciuperci saprofită și, atât timp cât este tânără, comestibilă, denumită în popor între altele para (perele) cerbului, pufaiul comun, buretele cerbilor, oușoare, pere de cioată sau, în stadiul tânăr, brânza mâții. Buretele se dezvoltă în România, Basarabia și Bucovina de Nord mereu în grupuri parțial foarte mari (2-4 exemplare crescând adesea oară dintr-o bază comună), în special pe trunchiuri putrede în păduri de foioase și de conifere sau pe sol bogat în humus. Perioada favorită de dezvoltare o are din (iunie) iulie până în noiembrie.

## Descriere

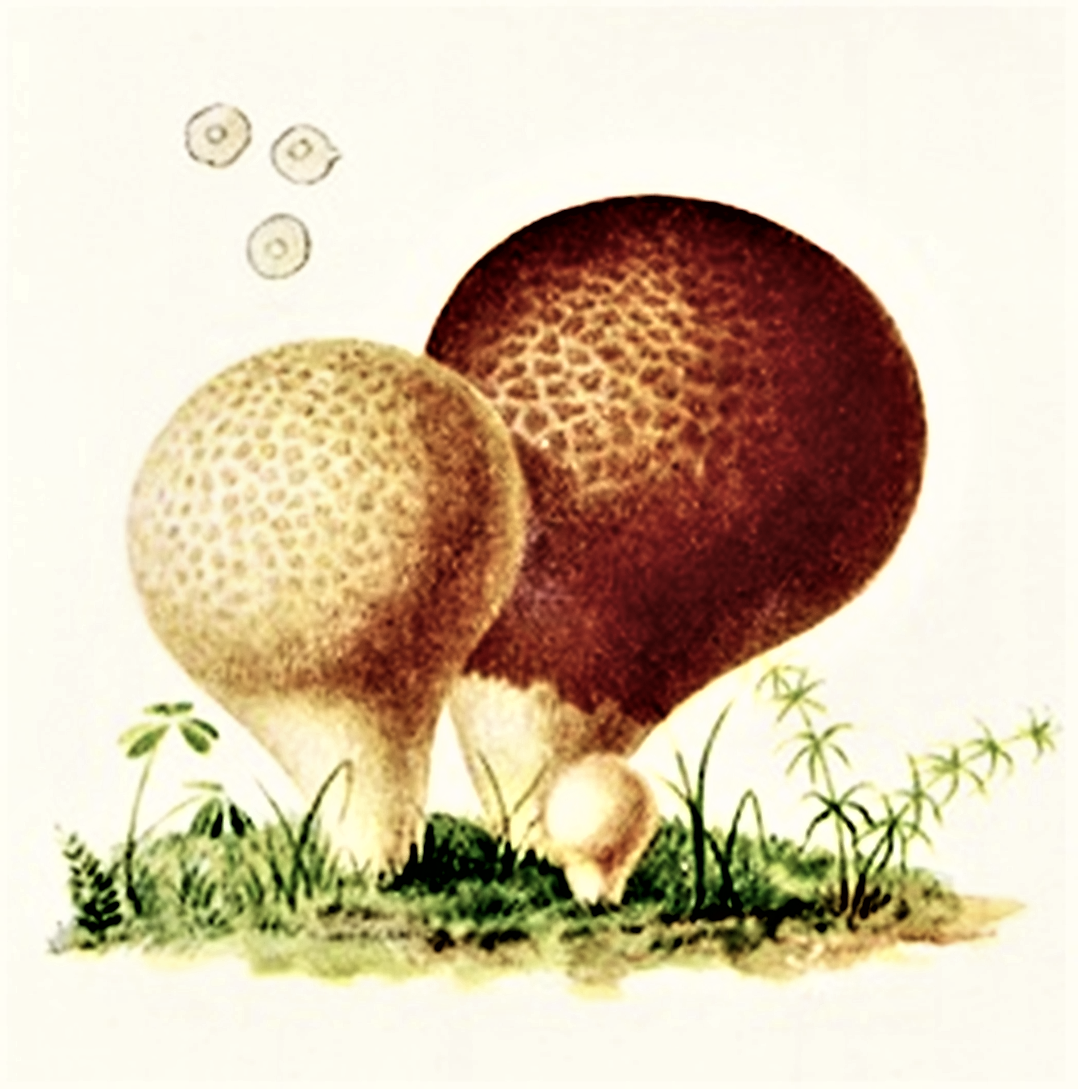
Bres.: Lycoperdon piriforme

- Corpul fructifer: are o grosime 3-5 (6) cm cu o înălțime maximă de 8-9 cm, având un aspect de pară, cu partea de sus globuloasă, în vârf aproape cocoșată, subțiată spre bază cu aspectul unui trunchi. Peridia nu prea groasă (înveliș al corpului de fructificație la unele ciuperci)[9] este acoperită în tinerețe cu niște granulații și țepi fini care cad în curând, lăsând în urmă o structură moale și  netedă. Cu avansarea la vârstă capătă o consistență asemănătoare hârtiei și se rupe la bătrânețe în forma unei găuri rotunjoare la vârf, astfel încât sporii maturi au posibilitatea de a scăpa în aer liber și răspândiți de vânt. Coloritul este pe exterior inițial albicios care schimbă cu avansarea la maturitate de la crem albicios la pal maroniu. Interiorul fertil (partea globuloasă) este la început de asemenea alb, apoi brun-gălbui, măsliniu până brun-măsliniu, gleba uscând cu timpul, devenind mai întâi o masä asemănătoare vatei și, uscând mai departe, la sfârșit  praf (= sporii).
- Piciorul:  nu are picior adevărat. Prelungirea cilindrică face parte din corpul fructifer. Această parte a ciupercii este sterilă și rămâne albă. Cordoane albe ale miceliului fixez ciuperca în pământ.
- Carnea (gleba): este la exemplarele tinere fermă, compactă și albă. Gleba se decolorează însă repede, începând în centrul părții de sus, devenind din ce în ce mai brună-măslinie și pulverulentă. Mirosul este ceva ierbos (dispare după tăiere), gustul exemplarelor tinere plăcut. Buretele este adesea dăunat de  Epicoccum nigrum, o specie fungidă patogenă.
- Caracteristici microscopice: are spori rotunjori, netezi, fără peduncul și, cu o mărime de 3,5-4,5 microni, destul de mici. Pulberea lor este brun-măslinie.[6][7][8]

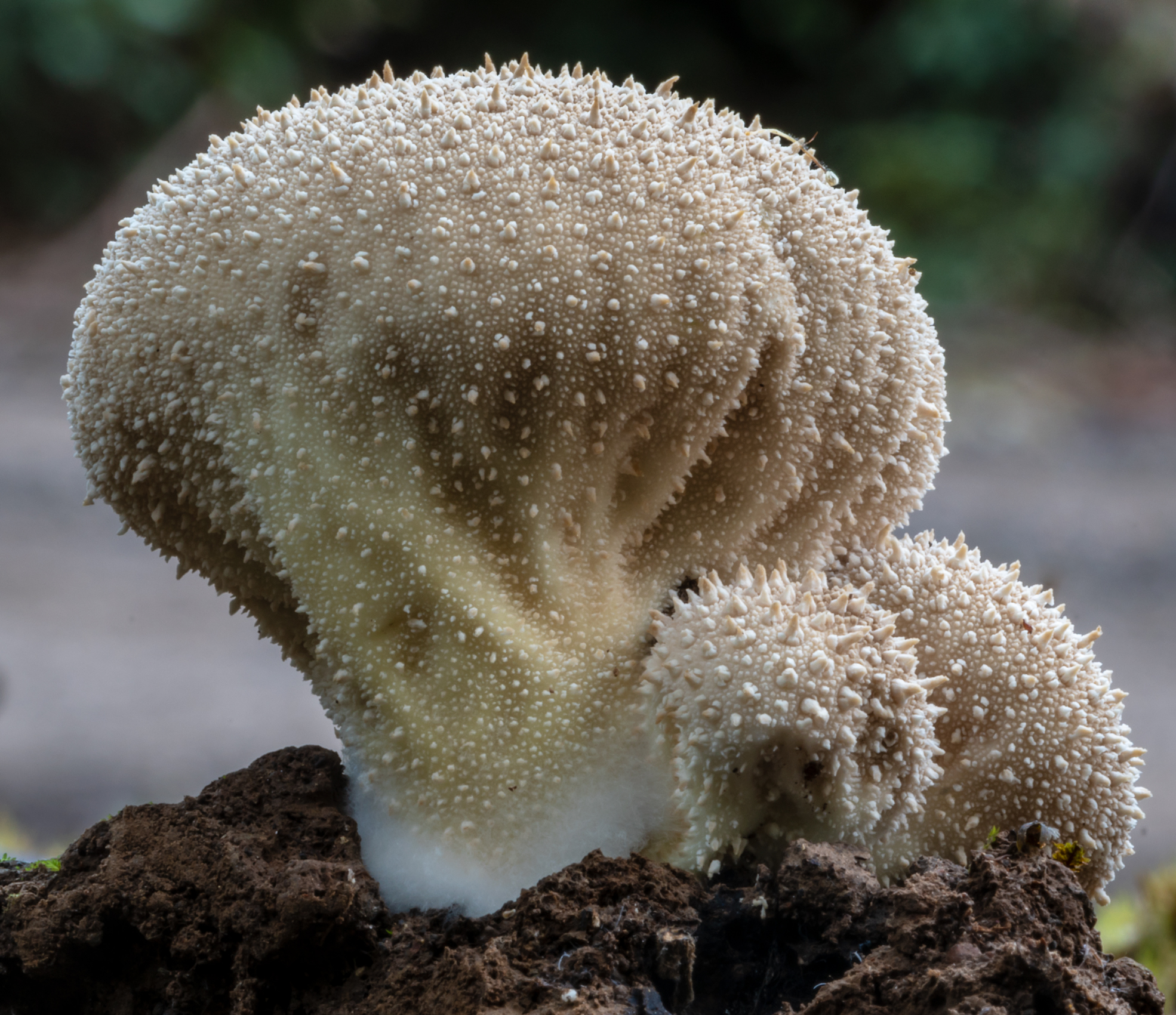
L.pyriforme, suprafață
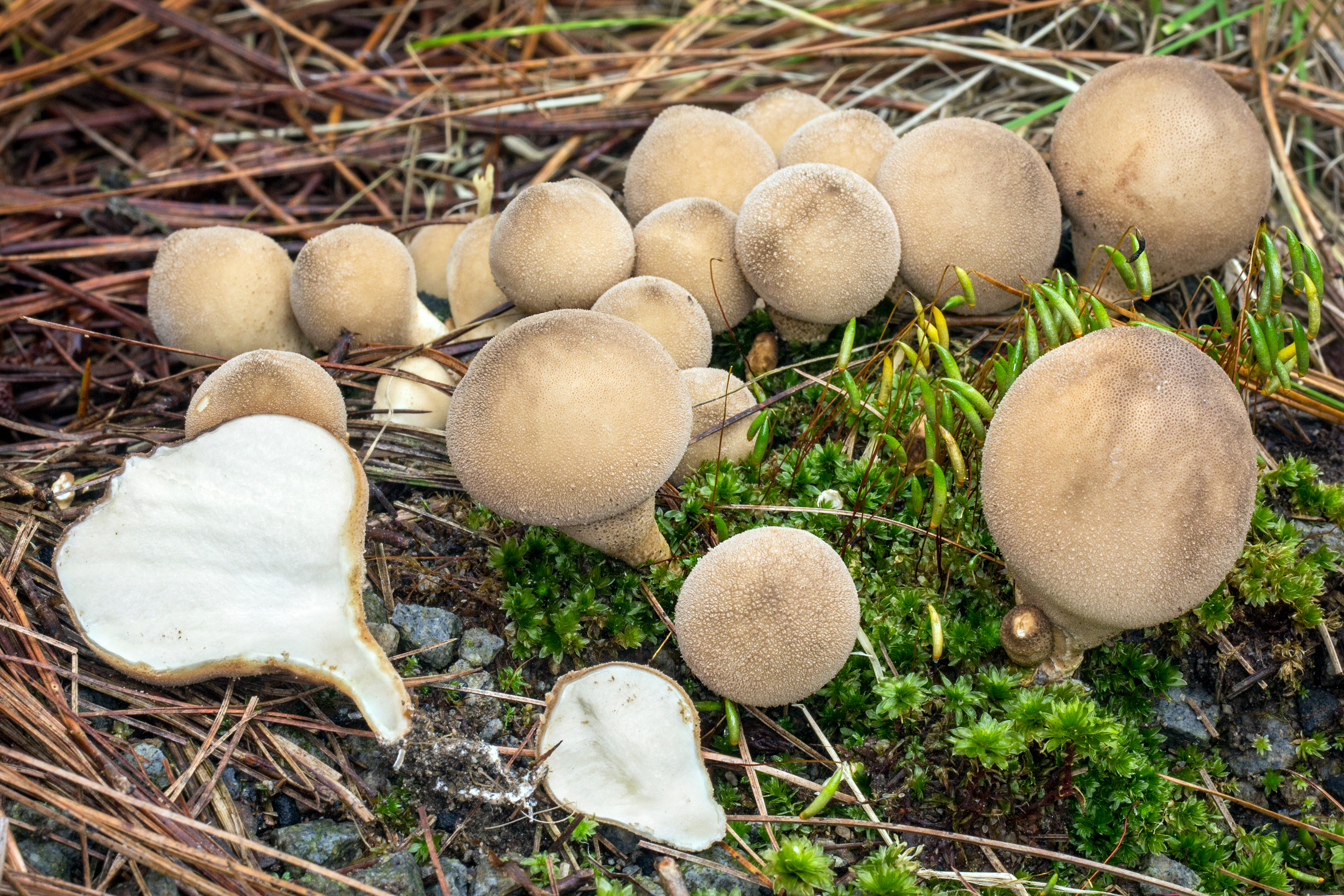
L. pyriforme, secțiune longitudinală
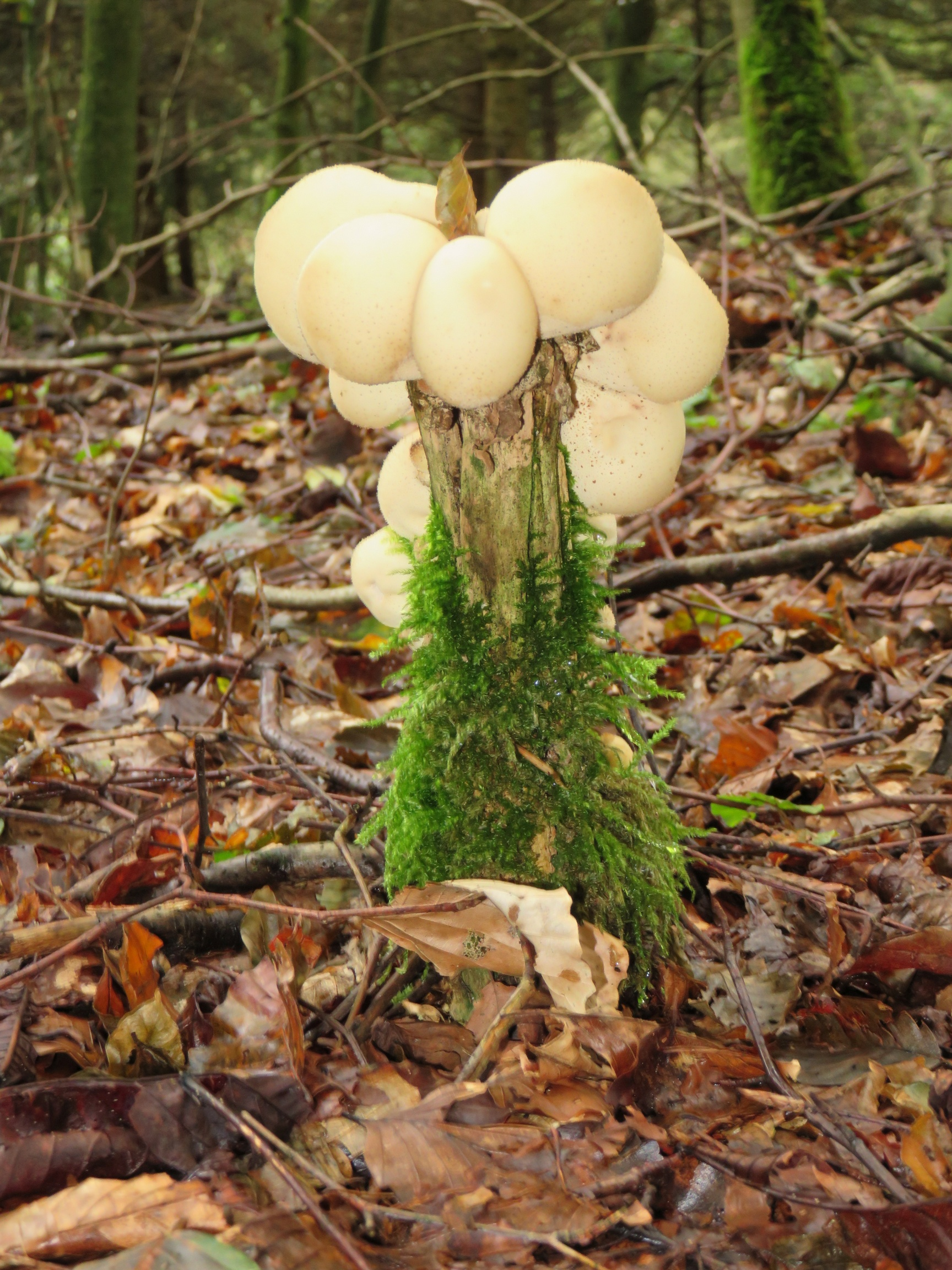
L. pyriforme tineri
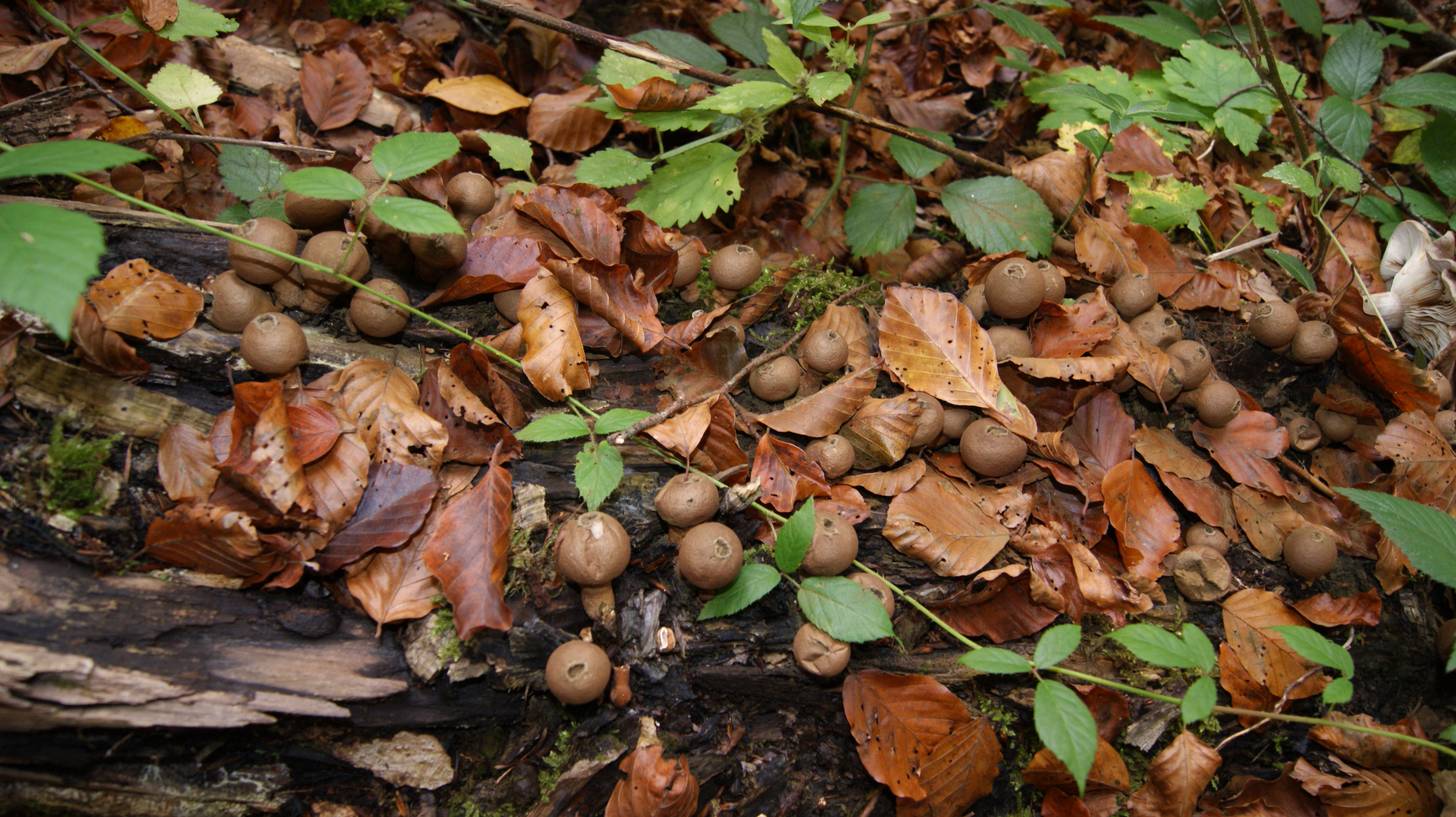
L. perlatum bătrâni
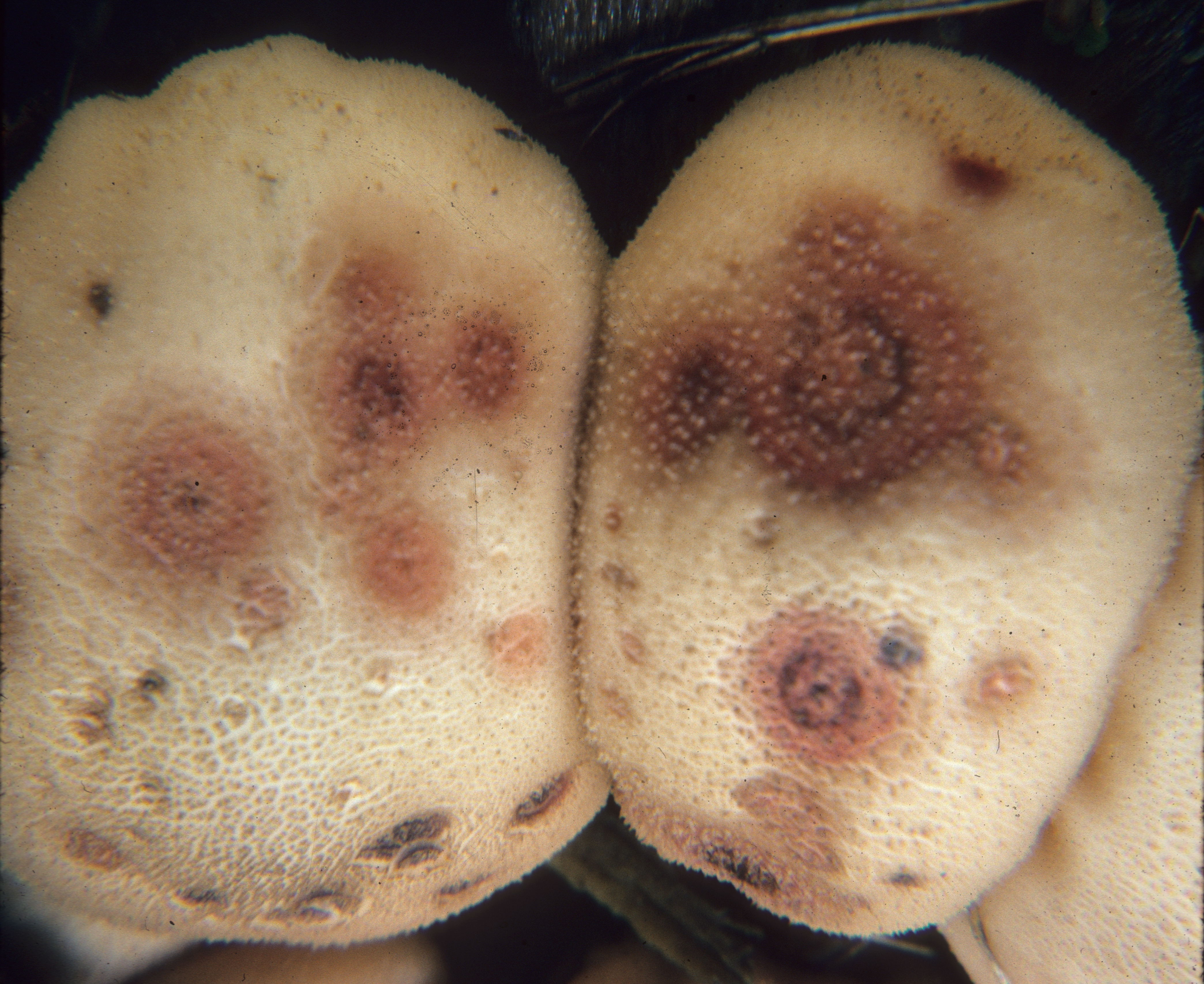
L. pyriforme, infectat cu Epicoccum nigrum
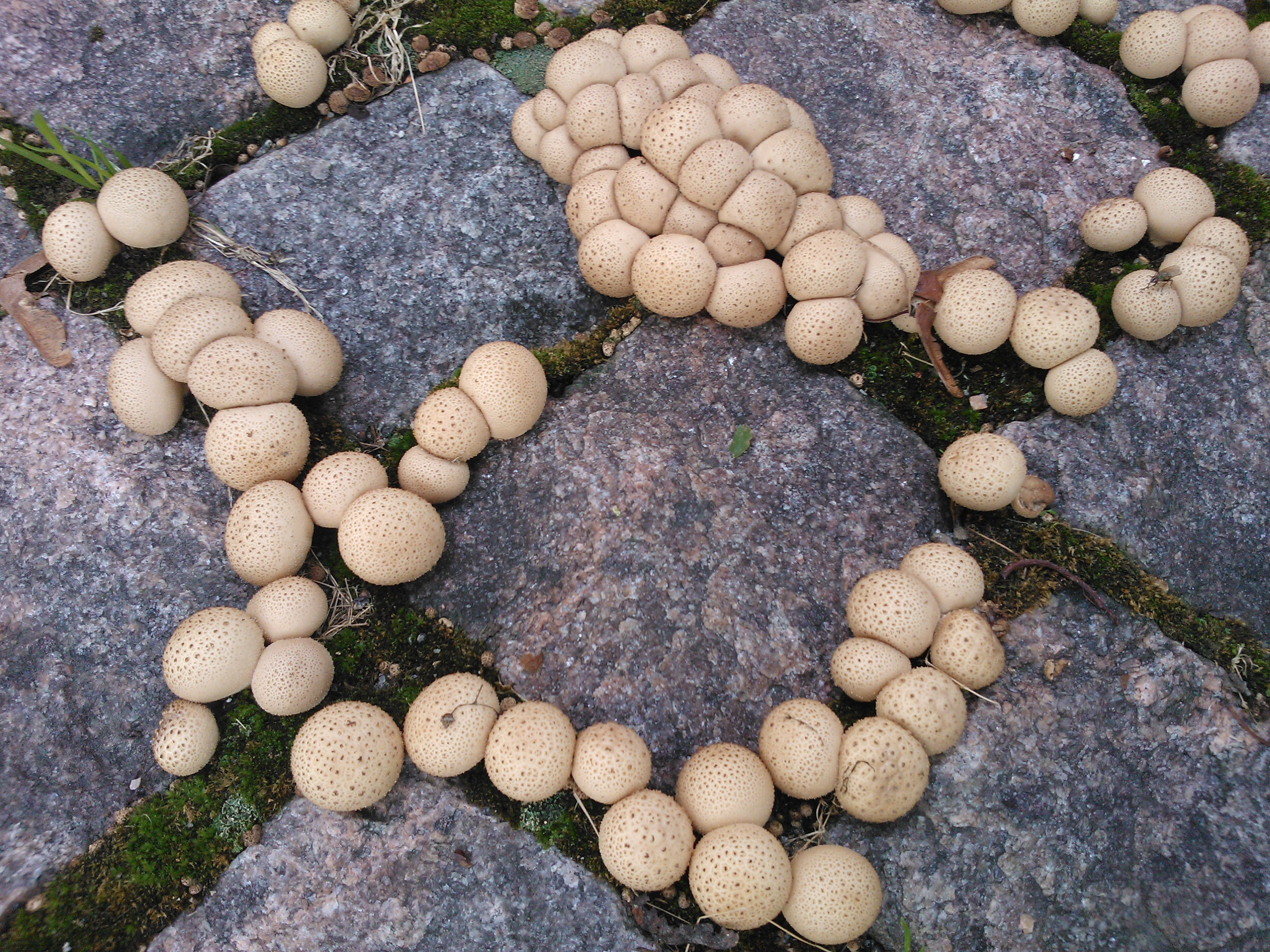
L. pyriforme crescând din sol humos

## Confuzii
Para cerbului poate fi confundată cu alte soiuri ale genului sau celor strâns înrudite, cu toate comestibile, cum sunt Bovista aestivalis sin. Lycoperdon ericetorum, Bovista plumbea, Lycoperdon candidum sin.  pedicellatum, Lycoperdon echinatum, Lycoperdon ericaeum, Lycoperdon excipuliforme, Lycoperdon marginatum (se spune că ar conține substanțe psiho-active), Lycoperdon molle, Lycoperdon nigrescens sin. foetidum, Lycoperdon pedicellatum, Lycoperdon perlatum, Lycoperdon pratense sin. 
Vascellum pratense, Lycoperdon utriforme, Lycoperdon umbrinum, sau Calvatia cretacaea, dar, de asemenea, cu forme deschise ale otrăvitorului Scleroderma citrinum sin. vulgare.

## Specii asemănătoare în imagini

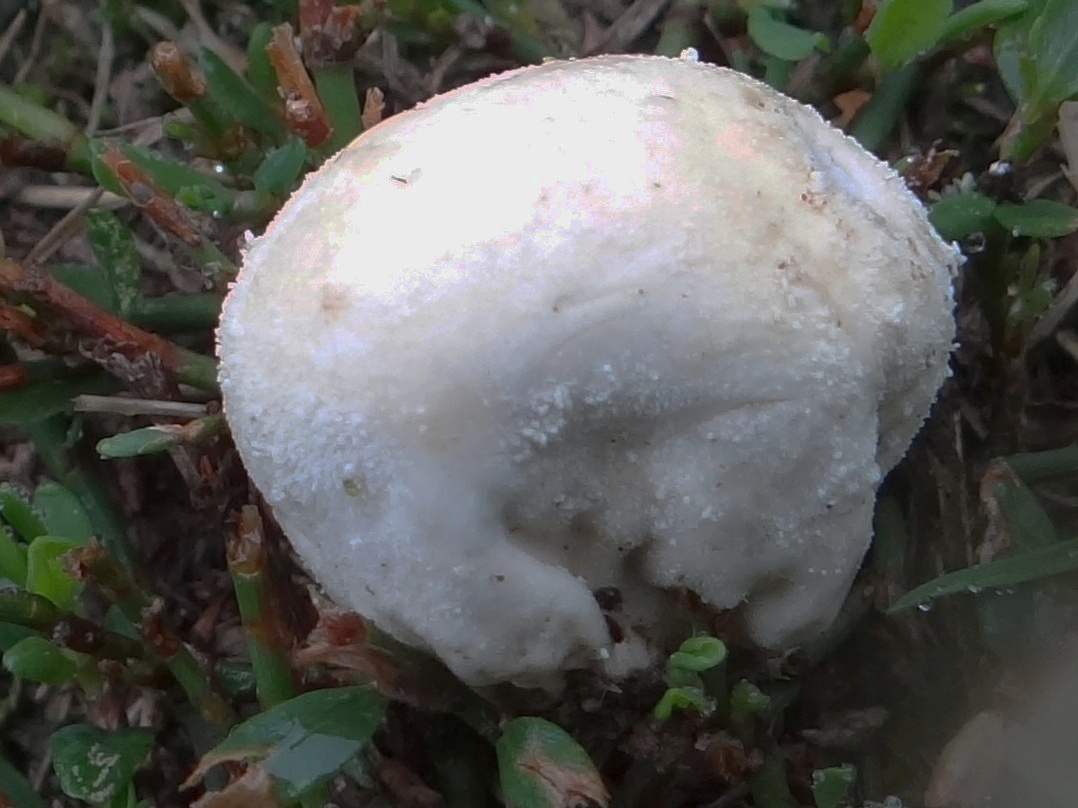
Bovista aestivalis
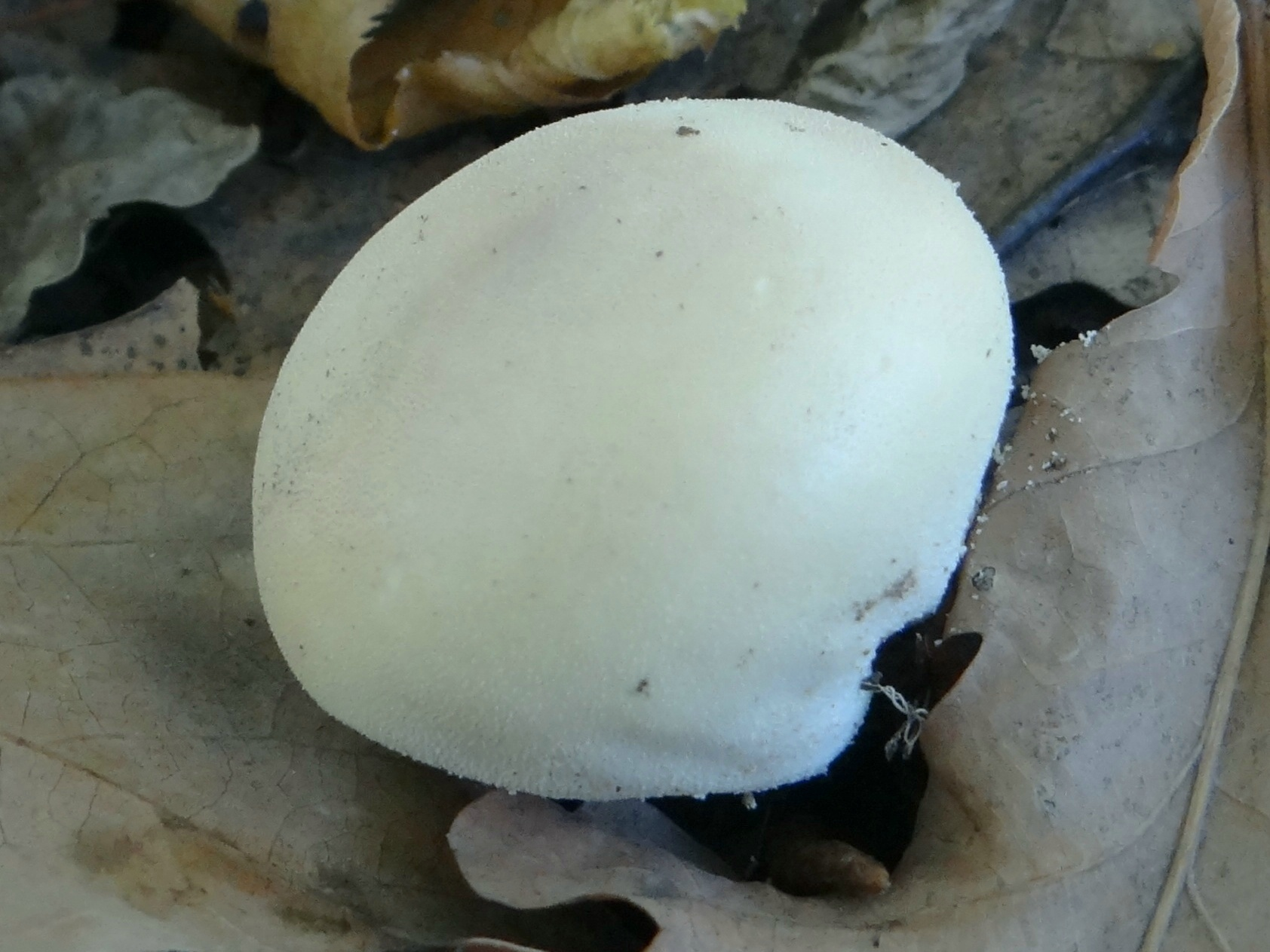
Bovista plumbea
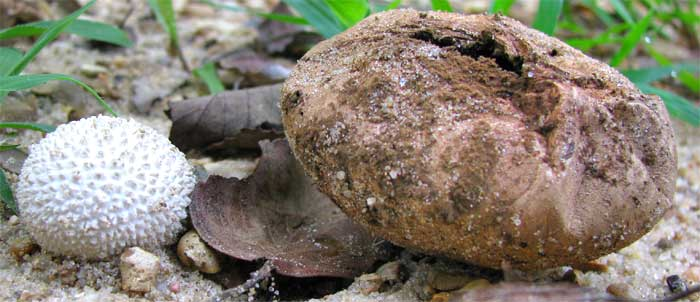
Lycoperdon candidum
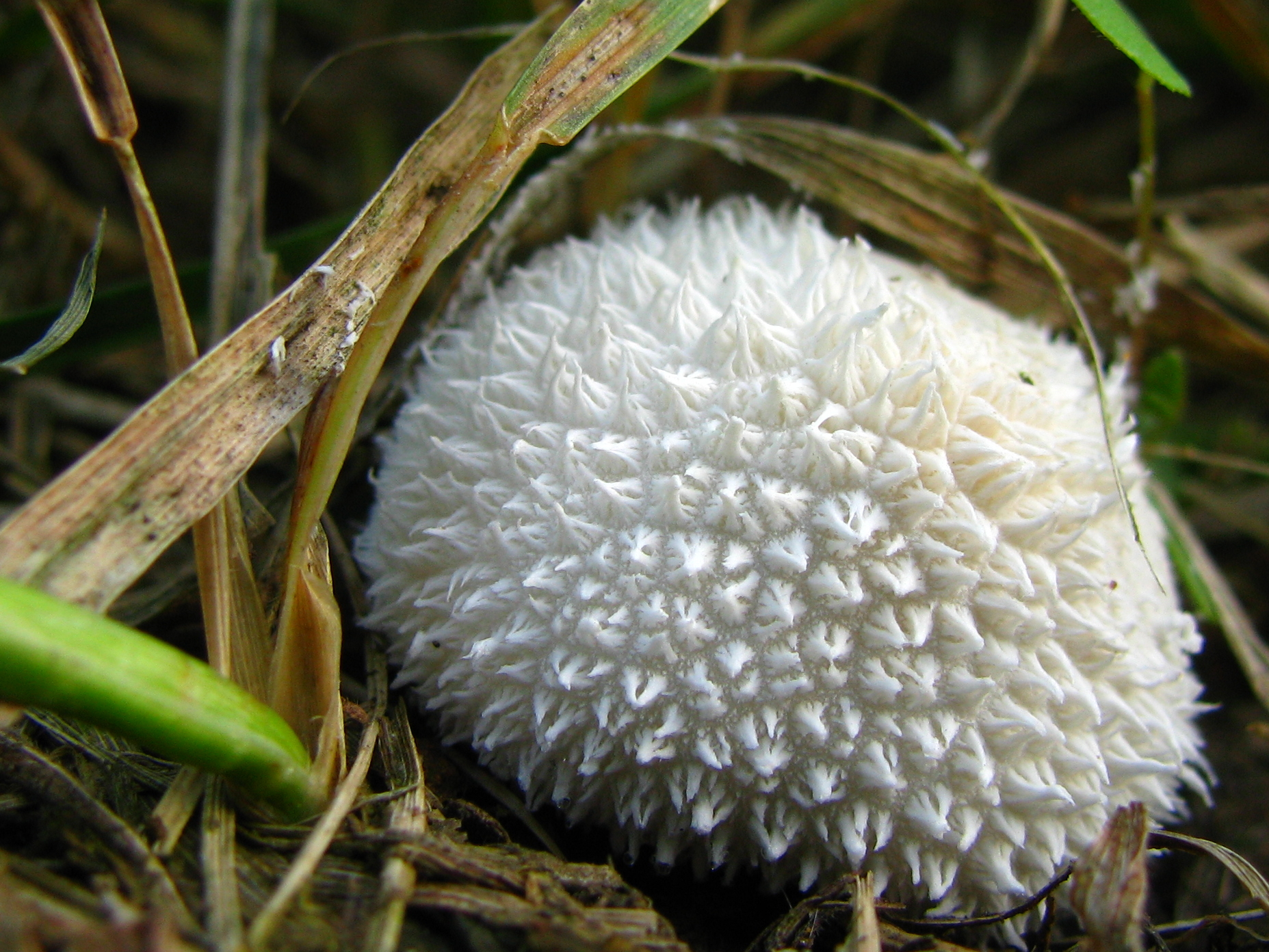
Lycoperdon echinatum
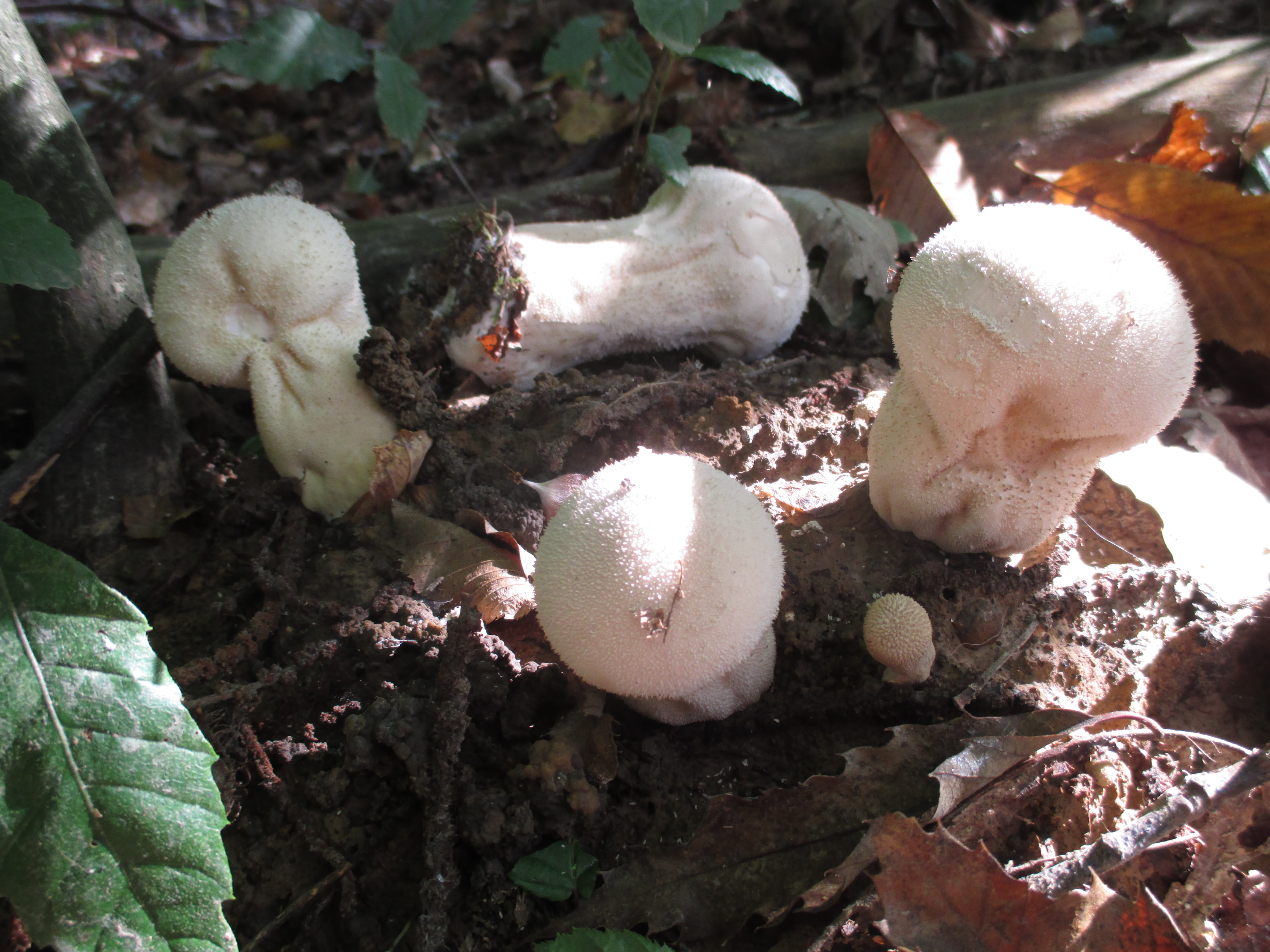
Lycoperdon excipuliforme
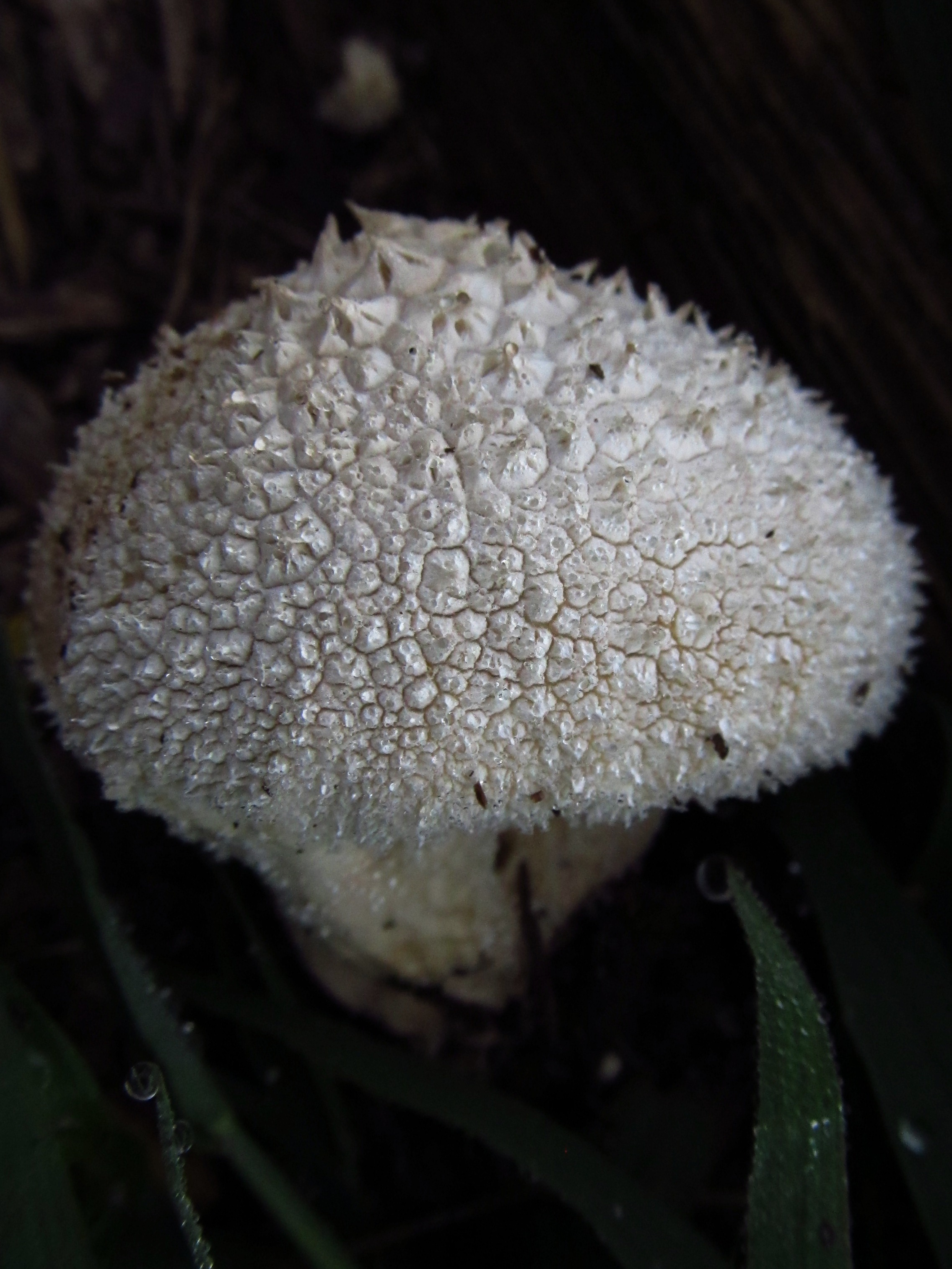
Lycoperdon marginatum

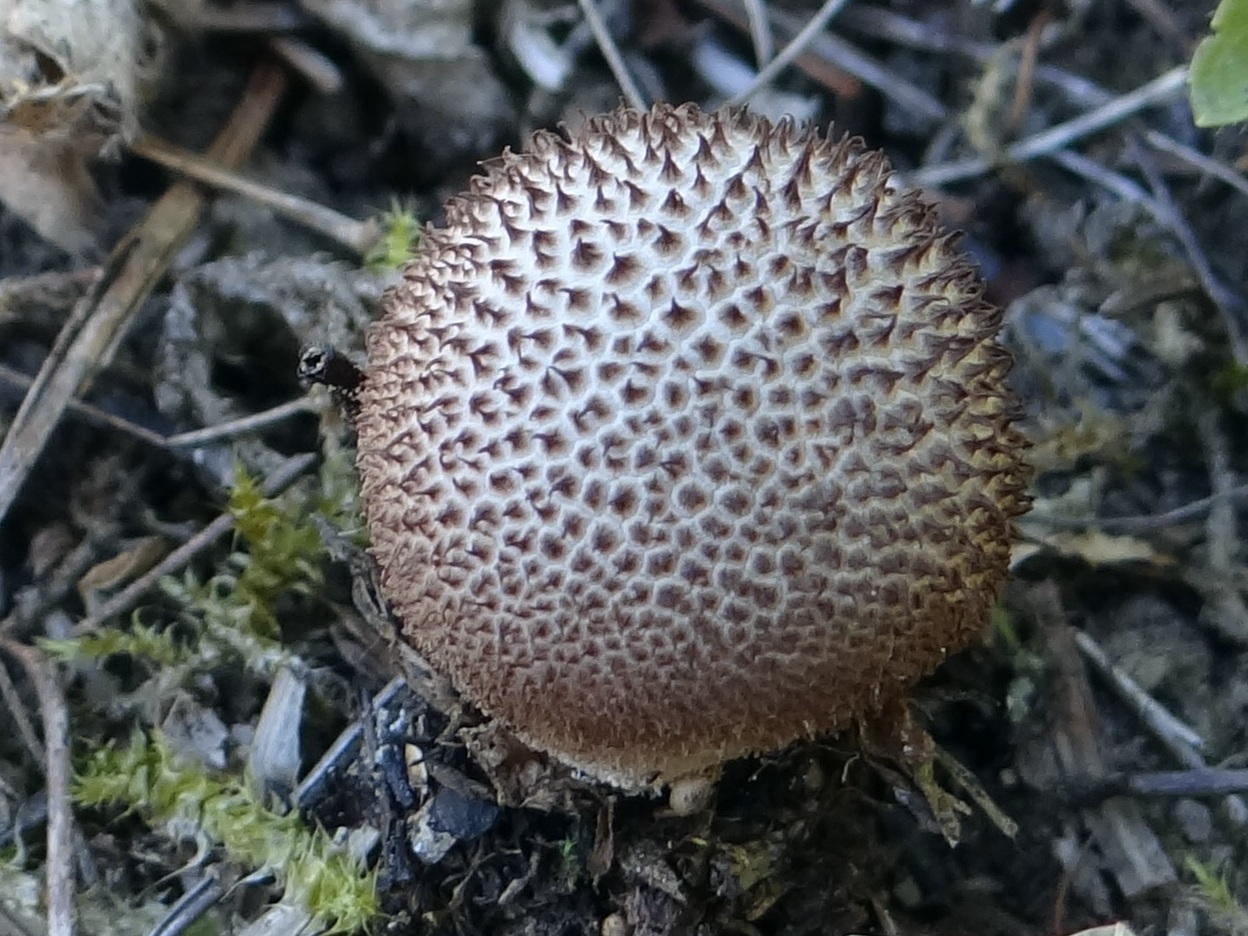
Lycoperdon nigrescens sin. foetidum
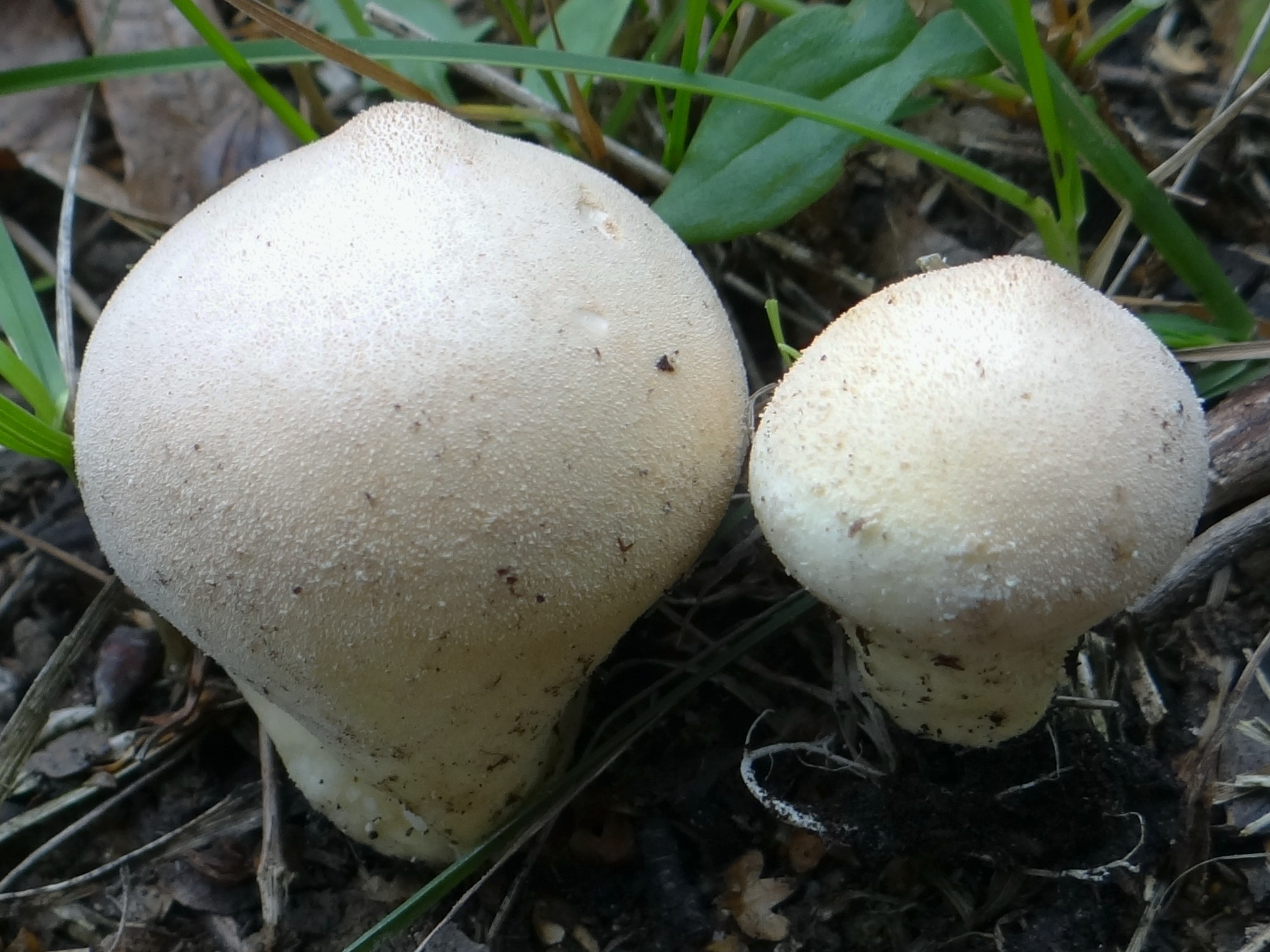
Lycoperdon molle
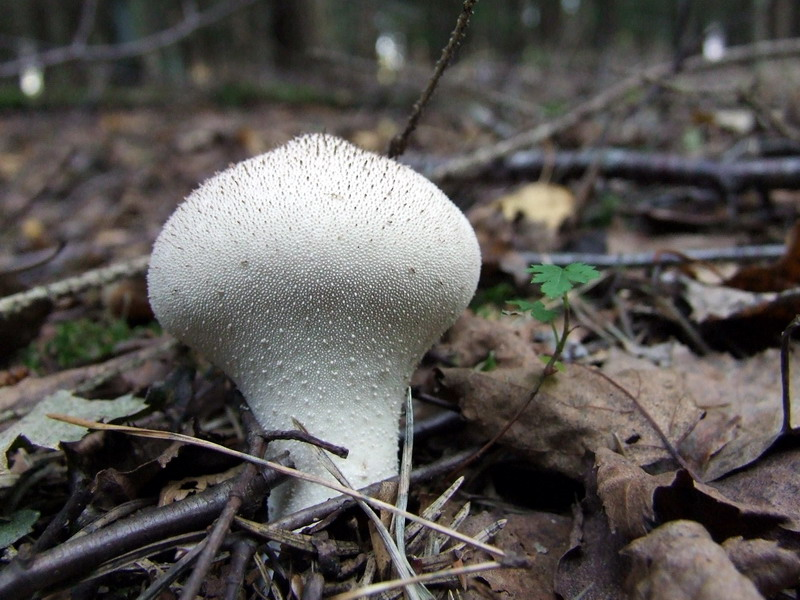
Lycoperdon perlatum
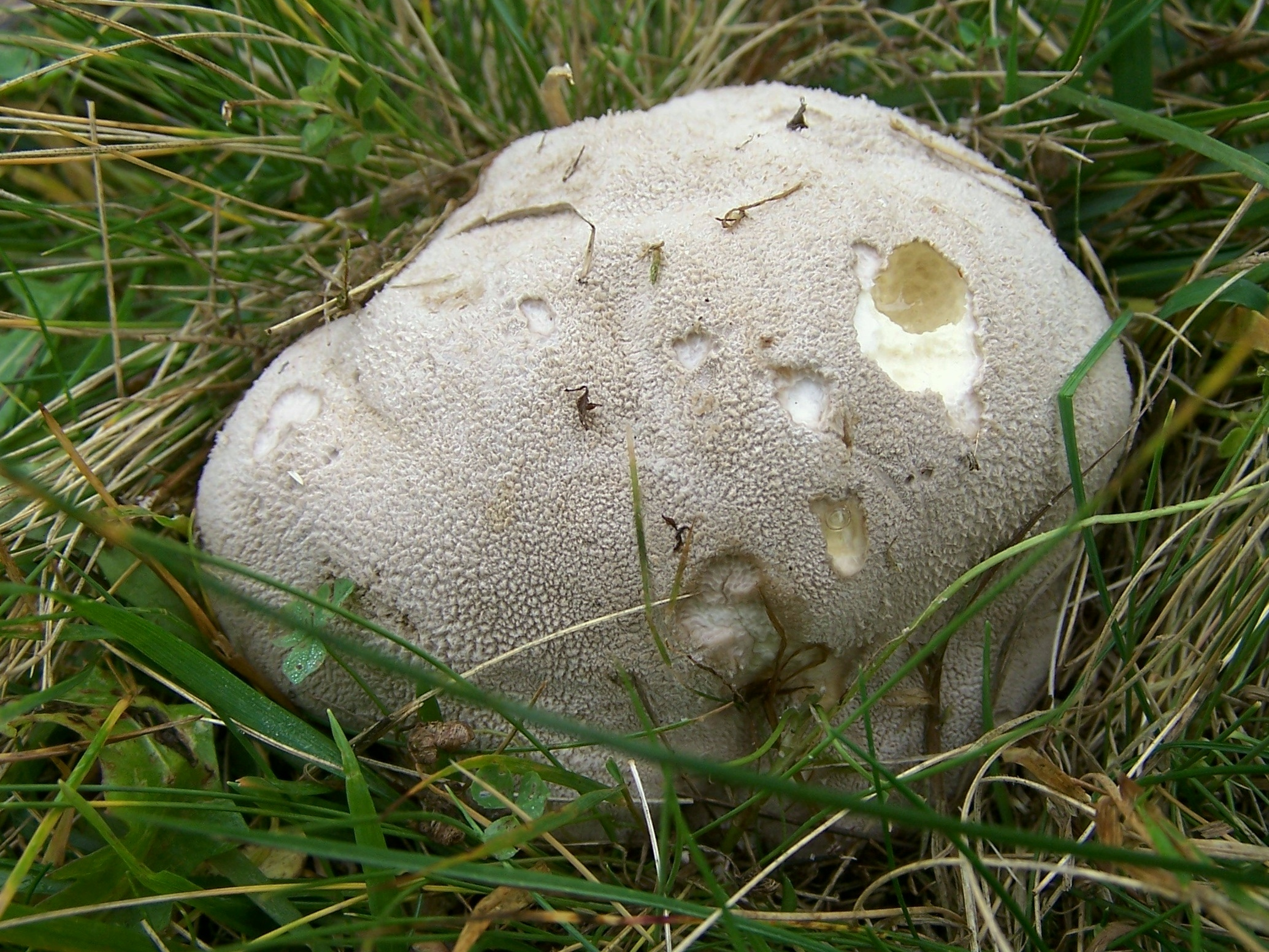
Lycoperdon pratense
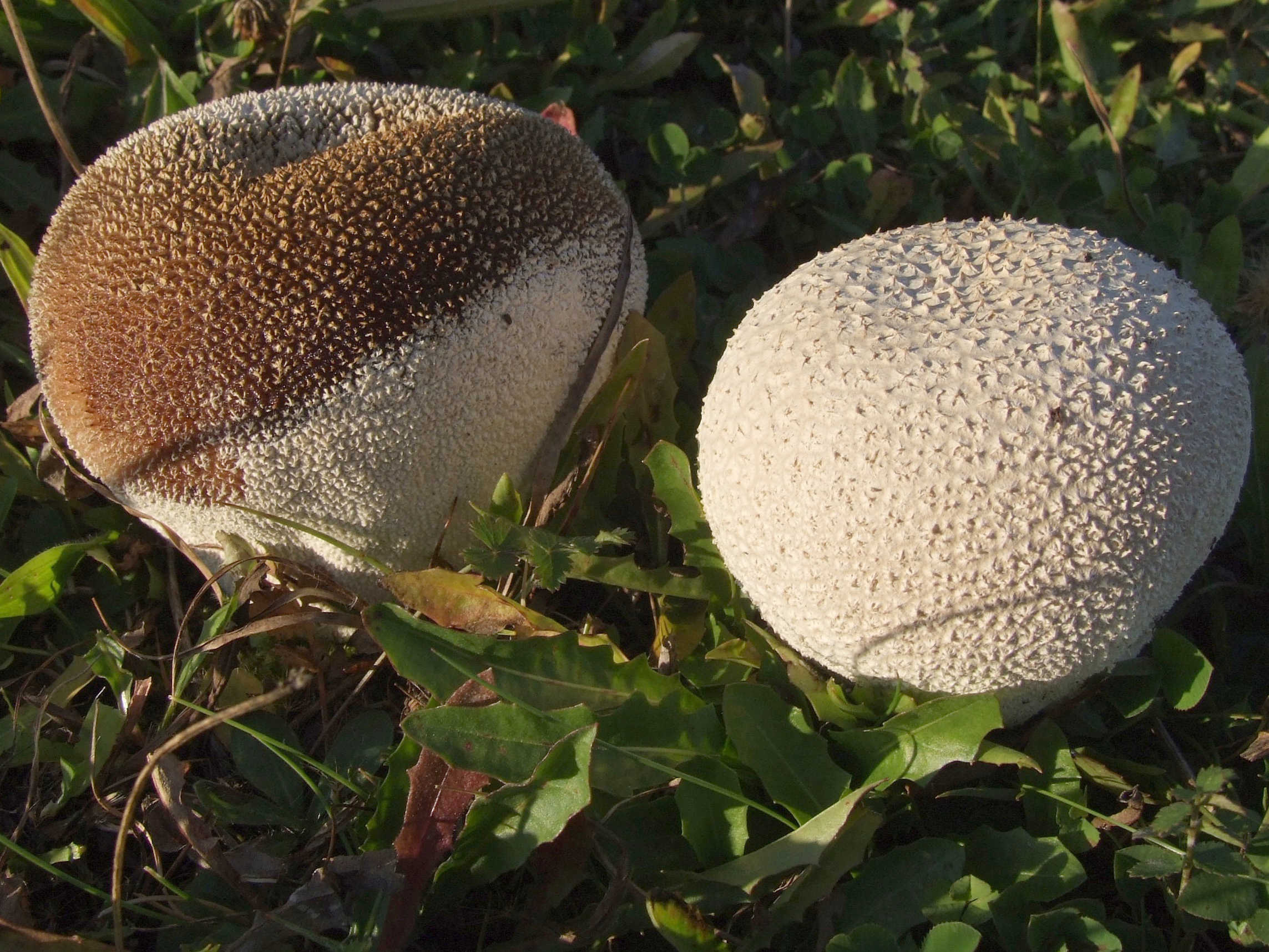
Lycoperdon utriforme
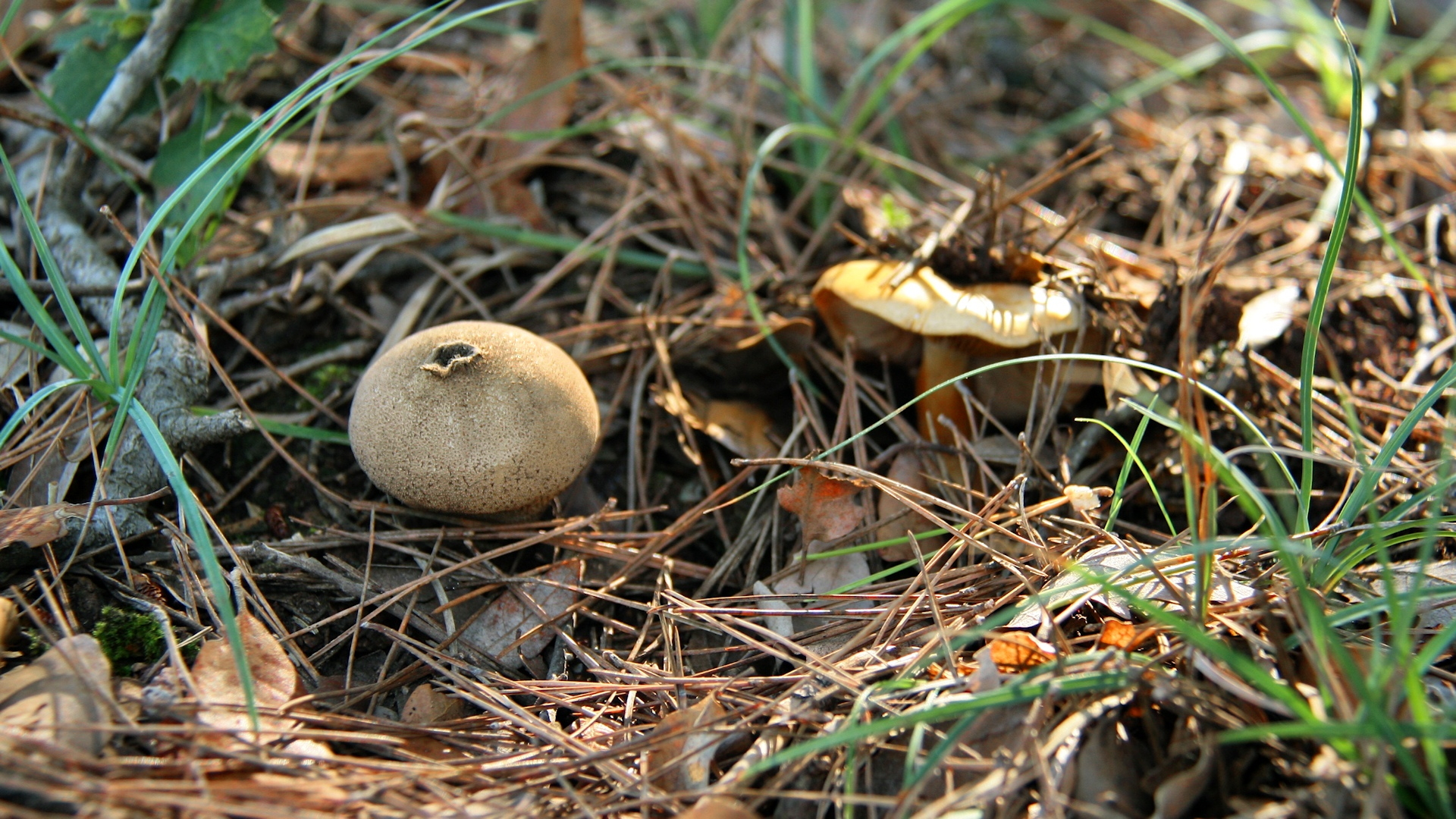
Lycoperdon umbrinum

## Valorificare
Pe vremuri, praful buretelui sau carnea, uscată în stadiu tânăr și apoi frământată, a fost aplicată (dar și cel ale altor soiuri comestibile din acest gen) ca antihemoragic și, de asemenea, ca antiseptic (până astăzi la țară).
Para cerbului este  comestibilă și delicată cât culoarea glebei este complet albă, dar nu se potrivește cu fierberea ei, devenind vâscoasă. Înainte de preparare, la fel ca la cașul ciorii, cuticula trebuie să fie îndepărtată (merge cu ușurință) deoarece are o textură tare, ca de piele. Mai departe, ciuperca nu se spală niciodată, deoarece interiorul ei se comportă ca un burete, va absorbii apa, astfel compromițând prelucrarea ulterioară a ciupercii.

## Bibiliografie
- Marcel Bon: „Pareys Buch der Pilze”, Editura Kosmos, Halberstadt 2012, ISBN 978-3-440-13447-4
- Rose Marie Dähncke: „1200 Pilze in Farbfotos”, Editura AT Verlag, Aarau 2004, ISBN 3-8289-1619-8
- Ewald Gerhard: „Der große BLV Pilzführer“ (cu 1200 de specii descrise și 1000 fotografii), Editura BLV Buchverlag GmbH & Co. KG, ediția a 9-a, München 2018, ISBN 978-3-8354-1839-4
- Jean-Louis Lamaison & Jean-Marie Polese: „Der große Pilzatlas“, Editura Tandem Verlag GmbH, Potsdam 2012, ISBN 978-3-8427-0483-1
- J. E. și M. Lange: „BLV Bestimmungsbuch - Pilze”, Editura BLV Verlagsgesellschaft, München, Berna Viena 1977, p. 116, ISBN 3-405-11568-2
- Hans E. Laux: „Der große Pilzführer, Editura Kosmos, Halberstadt 2001, ISBN 978-3-440-14530-2
- Gustav Lindau, Eberhard Ulbrich: „Die höheren Pilze, Basidiomycetes, mit Ausschluss der Brand- und Rostpilze”, Editura  J. Springer, Berlin 1928
- Till E. Lohmeyer & Ute Künkele: „Pilze – bestimmen und sammeln”, Editura Parragon Books Ltd., Bath 2014, ISBN 978-1-4454-8404-4
- Elena Cristina Mincu, Răzvan Țuculescu: „Ciupercile din România”, Editura Galaxia Gutenberg, Târgu-Lăpuș 2010
- Meinhard Michael Moser: „Röhrlinge und Blätterpilze - Kleine Kryptogamenflora Mitteleuropas”, ediția a 5-ea, vol. 2, Editura Gustav Fischer, Stuttgart 1983
- Marcel Pârvu: „Ghid practic de micologie”, Editura Casa Cărții de Știință, Cluj-Napoca 2007